# Licania kunthiana
Licania kunthiana là một loài thực vật có hoa trong họ Cám. Loài này được Hook.f. mô tả khoa học đầu tiên năm 1867.